# Irene Stegun
Irene Ann Stegun (* 9. Februar 1919 in Yonkers, New York; † 27. Januar 2008 in Danbury (Connecticut)) war eine US-amerikanische Mathematikerin.
1941 machte sie ihren Master an der Columbia University. Seit 1943 arbeitete sie am National Bureau of Standards (NBS). Als der Leiter des Projekts Handbook, Milton Abramowitz, im Juli 1958 starb, übernahm sie die Leitung und stellte es 1964 fertig. Sie selbst schrieb die Kapitel Legendre Functions und Miscellaneous Functions.
Sie ist vor allem durch ihr Buch Handbook of Mathematical Functions with Formulas, Graphs, and Mathematical Tables bekannt.

## Werke
- Handbook of Mathematical Functions with Formulas, Graphs, and Mathematical Tables. National Bureau of Standards, Washington, D.C. 1964